# 长安乡 (衡阳县)
长安乡，是中华人民共和国湖南省衡陽市衡阳县下辖的一个乡镇级行政单位。

## 行政区划
长安乡下辖以下地区：
长市村、悦来村、长安村、花园村、老庵村、祠兴村、庙山村、龙凤村、枫石村、曹家堰村、龙门村、唐关村、冲山村、大胜村、大壁村、湾塘村和关塘村。